# Biosphere
Biosphere es el principal alias artístico de Geir Aule Jenssen (Tromsø, 30 de mayo de 1962) músico noruego. Es conocido por componer algunos de los discos más relevantes de música ambient. Su estilo es conocido como ambient techno o arctic ambient y sus señas son el uso de loops y samples relacionados con la ciencia ficción. Su tema «Novelty Waves» fue usado en una campaña publicitaria de Levi's. Su álbum de 1997 Substrata está considerado como uno de los clásicos del ambient de todos los tiempos.

## Biografía

### Primeros años (1962-1991)
Jenssen nació el 30 de mayo de 1962 en Tromsø, una ciudad dentro del Círculo polar ártico, en la parte más al norte de Noruega. Entre sus fuentes de inspiración figura la música de artistas como New Order, Depeche Mode, Wire y Brian Eno a quien describió "como descubrir un nuevo universo, un universo del que quería formar parte".
En 1983 compró su primer sintetizador y compuso su primera pieza musical, tomando influencia de sus estudios arqueológicos, afirmando más tarde "Estudiar la Edad de Hielo y la Edad de Piedra definitivamente ha influido en mi música". Un año más tarde publicó su primer álbum, bajo el seudónimo E-Man, titulado igual que el seudónimo.
En 1985 Jenssen formó parte del recién creado trío de sintetizadores Bel Canto con Nils Johansen y la cantante Anneli Drecker. La banda firmó contrato discográfico con el sello belga Crammed Discs y Nettwerk en Norteamérica, y se trasladó a Bruselas. Jenssen, sin embargo, pronto regresó a Tromsø, colaborando con los otros miembros de la banda por correo y continuando con su trabajo en solitario. Durante su estancia en el grupo publicaron dos álbumes: White-Out Conditions (1987) y Birds of Passage (1989). En 1990 dejó la banda para seguir un estilo musical completamente diferente y comenzó a usar un sampler.
A finales de la década de 1980 Jenssen adoptó el alias Bleep, bajo el cual produjo varios discos de 12 " que fueron publicados por SSR una compañía discográfica subsidiaria de Crammed Discs. Sus primeras influencias fueron del acid house y la música New Beat. Lanzado en 1990 The North Pole por Submarine fue el único álbum grabado bajo la denominación Bleep. Siguieron más sencillos en 1990 y 1991 antes de que Jenssen abandonara dicho seudónimo cambiando nuevamente su dirección musical.

### Como Biosphere (1991-actualidad)
Tras la publicación de The North Pole by Submarine Jenssen adoptó el seudónimo Biosphere con la que comenzaría la publicación de composiciones inicialmente en álbumes recopilatorios junto con otros artistas. Su primera grabación con este alias fue «The Fairy Tale», incluida posteriormente su primer larga duración Microgravity (1991). Pese al inicial rechazo por parte de su discográfica SSR, quien la catalogó como "invendible", el álbum finalmente vio la luz obteniendo críticas muy positivas.

## Discografía

### En solitario
Álbum como E-Man
- E-Man (1984)

Álbum como Bleep
- The North Pole by Submarine (1990)

Álbumes como Biosphere
- Microgravity (1991)
- Patashnik (1994)
- Substrata (1997)
- Cirque (2000)
- Substrata (disco doble, reedición de Substrata y Man with a Movie Camera) (2001)
- Shenzhou (2002)
- Autour de la Lune (2004)
- Dropsonde (2006)
- Wireless: Live at the Arnolfini, Bristol (2009)
- N-Plants (2011)
- L'incoronazione di Poppea (2012)
- Patashnik 2 (grabaciones del periodo 1992-1994) (2014)
- Das Subharchord EP (2014)
- Departed Glories (2016)
- Black Mesa EP (2017)
- The Petrified Forest (2017)
- The Hilvarenbeek Recordings (2018)
- The Senja Recordings (2019)
- Angel's Flight (2021)
- Shortwave Memories (2022)
- Substrata [Alternative Versions] (2022)
- Inland Delta (2023)

Bandas sonoras y música incidental
- Eternal Stars (banda sonora) (1993)
- Man with a Movie Camera (música incidental) (1996, publicada en Substrata 2001)
- Insomnia (banda sonora) (1997)
- Cho Oyu 8201m – Field Recordings from Tibet (música incidental acreditada como Geir Jenssen) (2006)
- Nokas (banda sonora, acreditada como Geir Jenssen) (2010)
- Kill by Inches (banda sonora) (2012)
- Stromboli (música incidental) (2013)
- Sound Installations (2000-2009) (música incidental) (2015)
- The Good Nurse (banda sonora) (2022)

### Colaboraciones
Usualmente acreditadas como Geir Jenssen en lugar de Biosphere
- White-Out Conditions (con Bel Canto) (1987)
- Birds of Passage (con Bel Canto) (1989)
- Fires of Ork (con Pete Manlook) (1993)
- Polar Sequences (con Higher Intelligence Agency) (1996)
- Nordheim Transformed (con Deathprod) (1998)
- Biosystems: The Biosphere Remixes (1999)
- Birmingham Frequencies (con Higher Intelligence Agency) (2000)
- Fires of Ork II (con Pete Namlook) (2000)
- Stator (con Deathprod) (2015)